# Mimosa argillicola
Mimosa argillicola är en ärtväxtart som beskrevs av Emil Hassler. Mimosa argillicola ingår i släktet mimosor, och familjen ärtväxter. Inga underarter finns listade i Catalogue of Life.